# Ilemodes isogyna
Ilemodes isogyna is een vlinder uit de familie spinneruilen (Erebidae), onderfamilie beervlinders (Arctiinae). De wetenschappelijke naam van de soort is voor het eerst geldig gepubliceerd in 1935 door Romieux.
Deze nachtvlinder komt voor in tropisch Afrika.